# Roger Woodward
Roger Robert Woodward (ur. 20 grudnia 1942 w Sydney) – australijski pianista.

## Życiorys
W latach 1952–1962 uczył się w konserwatorium w Sydney u Alexandra Sverjensky’ego (fortepian) i Raymonda Hansona (kompozycja). Uzupełniające studia odbył u Ilony Kabos w Londynie (1964) oraz, dzięki stypendium przyznanemu przez rząd polski, w Warszawie u Zbigniewa Drzewieckiego (1965). Zdobył I nagrodę na Międzynarodowym Festiwalu Chopinowskim w Dusznikach-Zdroju w 1968 roku. W 1970 roku został laureatem konkursu Gaudeamus w Holandii, w tym samym roku dał recital w Royal Albert Hall w Londynie. W 1976 roku wystąpił na festiwalu Warszawska Jesień, gdzie wraz z Hubertem Rutkowskim dokonał polskiego prawykonania Fantasmagorii Kazimierza Serockiego. Ceniony jako wykonawca muzyki współczesnej, wielokrotnie koncertował i dokonał licznych nagrań płytowych. W 1985 roku podczas serii 12 koncertów wykonał wszystkie dzieła Fryderyka Chopina. Dokonał prawykonań utworów wielu współczesnych twórców, m.in. Mortona Feldmana (Piano and Orchestra 1975, Piano 1977, Triadic Memories 1981), Bernarda Randsa (Mésalliance 1971) czy Iannisa Xenakisa (Keqrops 1986, Paille in the Wind 1992).
Oficer Orderu Imperium Brytyjskiego (1980), odznaczony ponadto Orderem Australii (1992), Krzyżem Kawalerskim Orderu Zasługi Rzeczypospolitej Polskiej (1993) i Złotym Medalem „Zasłużony Kulturze Gloria Artis” (2015).